# Drosophila eximia
Drosophila eximia är en tvåvingeart som först beskrevs av Elmo Hardy 1965.  Drosophila eximia ingår i släktet Drosophila och familjen daggflugor.
Artens utbredningsområde är Hawaii.